# Hypostyl

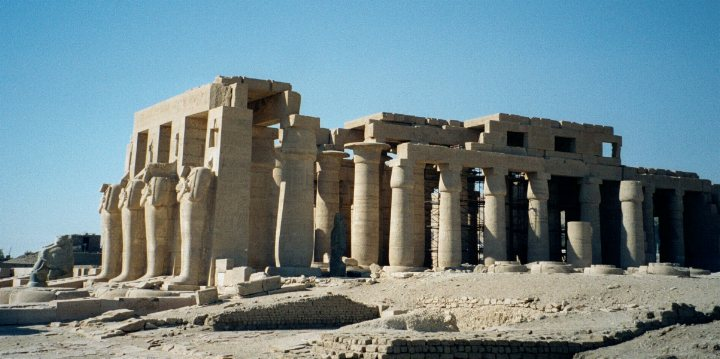
Pozostałości sali hypostylowej świątyni Ramzesa II w Luksorze, stan obecny

Hipostyl (gr. ὑπόστυλος hypóstȳlos „pod kolumnami”) – pomieszczenie, w którym strop oparty jest na kolumnach rozmieszczonych w sposób równomierny na całej powierzchni pomieszczenia. 
Rozwiązanie charakterystyczne dla świątyń egipskich. W okresie od XIV do XI wieku p.n.e. podwyższano część środkową, tworząc nawę główną i pozostawiając niższe części jako nawy boczne. Od około VI wiek p.n.e. sale hypostylowe pojawiły się także w Grecji. Największa sala hypostylowa znajduje się w świątyni Amona w Karnaku w Egipcie.